# Movie Mag
Movie Mag è un programma televisivo italiano dedicato al cinema, condotto da Alberto Farina e in onda su Rai Movie ogni mercoledì in seconda serata e ogni sabato mattina intorno alle 9.
È un programma composto da soli servizi ed interviste, nel quale vengono discussi film in programmazione e del passato, con la presenza di critici quali Alberto Crespi, Mauro Gervasini, Mauro Donzelli, Marco Giusti, attori, registi. Fra le rubriche fisse di ogni puntata, il "Faccia a faccia" di Federico Pontiggia con attori, registi e altri personaggi pubblici che raccontano il loro rapporto col cinema, e l'Oroscopo Cinematografico di Simon and the Stars.
La prima edizione del programma è andata in onda nella stagione 2015-2016, la seconda è iniziata il 28 settembre 2016 e la terza il 27 settembre 2017; altre stagioni si sono susseguite regolarmente nel 2018, 2019, 2020, 2021, 2022 e 2023. A marzo del 2019 è nata la rivista del programma televisivo, Movie Mag, il magazine che si occupa di recensire i film presentati all'interno di ogni puntata. Nel marzo 2023 è andata in onda una puntata speciale del programma intitolata Tutto quanto fa cultura, condotta da Lodo Guenzi. 